# Reinhard von Schönau
Reinhard von Schönau (lat. Reynardus de Sconeouve oder Reynerius de Sconowen; * um 1310; † 1376) aus dem Adelsgeschlecht derer von Schönau war der Begründer der Herrschaft Schönforst und des gleichnamigen Adelsgeschlechtes von Schönforst. Als solcher wird er auch als Reinhard I. von Schönforst bezeichnet.

## Leben
Reinhard war eines von sieben Kindern Rassos II. von Schönau († 1344) und der Edeldame du Jardin.
Als jüngster Sohn war Reinard zunächst vermutlich ab 1320 Kanoniker in St. Servatius in Maastricht 1338 ist er dort sicher belegt. Möglicherweise wurde er auch zum Diakon geweiht. Durch seinen geistlichen Stand und die damit verbundene Ausbildung war er überdurchschnittlich gebildet. Neben seiner geistlichen Laufbahn pflegte er auch die Kontakte seiner Familie zum Jülicher Grafenhaus und trat in die Dienste des Grafen Wilhelm V. von Jülich. Als Diplomat und zur Abwicklung von Finanzgeschäften reiste er für den Grafen mehrfach zu König Eduard III. von England, den die Grafen von Jülich im Hundertjährigen Krieg unterstützten.
Auf diesen Reisen nahm er auf englischer Seite mit großem Erfolg an der Belagerung von Cambrai im September 1339 und an der von Tournai von Juli bis September 1340 teil. Nach einem peripheren Scharmützel gelang es Reinhard durch einen waghalsigen Alleingang Charles I. de Montmorency († 1381), den späteren Marschall von Frankreich, und mehrere seiner Mitstreiter gefangen zu nehmen. Reinhard, der damals als Edelknecht nicht einmal die Ritterwürde innehatte, erlangte dadurch den Ruf eines Mannes von hoher Risikobereitschaft; auch erzielte er ein wohl nicht unerhebliches Lösegeld. Auf einer weiteren Missionen nach London nutzte Reinhard seine Beziehungen, um im Handel mit Wolle ein Vermögen zu machen.
Vor 1344 bis 1346 war Reinard Marschall des Bischofs von Lüttich, Adolf von der Mark. Um 1345 heiratete er dessen Nichte, Katharina von Wildenburg, Tochter Philipps von Wildenburg und Johannas von der Mark. Sie war die Witwe des Herrn Oost von Elsloo an der Maas, spätere Alleinerbin der Grafschaft Neuenahr, und Enkelin mütterlicherseits von Katharina von Jülich, einer Tochter des Grafen Wilhelm IV. von Jülich und der Ricarda von Geldern. Aufgrund dieser Ehe war Reinhard fortan sowohl dem Jülicher Grafenhaus als auch den Grafen von der Mark und damit Bischof Adolf von Lüttich und den Kölner Erzbischöfen Walram von Jülich und Engelbert III. von der Mark verwandtschaftlich verbunden, das bedeutete eine enorme Statusverbesserung.
Auch nach seinem Ausscheiden als Marschall kämpfte er auf Seiten des Bischofs von Lüttich. So im Juli 1346 in der Schlacht bei Vottem um die Herrschaft in der Grafschaft Looz zwischen der Stadt Lüttich und Dietrich von Heinsberg mit Unterstützung des Bischofs von Lüttich und im Juli 1347 in der Schlacht von Tourinne. Wohl 1346 wurde Reinhard zum Ritter geschlagen.
1347 begründete Reinard aus seinem Grundbesitz in der Nähe Aachens die Herrschaft Schönforst und erbaute wahrscheinlich die dortige Burg. 1348 wurde ihm die Herrschaft als Reichslehen bestätigt. Außerdem besaß er das Vogteirecht über Kornelimünster und Ländereien bei Monschau und Valkenburg.
Durch sein wirtschaftliches Geschick wurde er reich und diente als Geldgeber vieler großer Dynastien. Er gewann schnell an Einfluss als Rat und Verwalter zahlreicher niederrheinischer Fürsten. Er galt als „reichster Finanzier des Niederrheins“. Reinhard erhielt von Kaiser Ludwig IV. unter anderem einen Zoll in Kaiserswerth. Der Erzbischof von Köln war bei ihm hoch verschuldet.
Er übernahm Aufgaben für König Johann von Böhmen, die Kölner Erzbischöfe, Kaiser Karl IV. und für dessen Halbbruder Wenzel, den Herzog von Brabant, Limburg und Luxemburg. Der Kölner Erzbischof Walram von Jülich betraute in ab 1347 mit der Führung seiner Finanzen und erteilte ihm später weitere Kompetenzen. Beim Landfriedensbündnis Maas-Rhein der Herzöge von Jülich und Brabant, des Erzbischofs von Köln sowie der Städte Köln und Aachen im Jahr 1351 sowie bei dessen Erneuerung im Jahre 1364 trat Reinhard als Geschworener auf.
Durch seine Niederlage in der Schlacht bei Baesweiler 1371 in der sein Sohn Reinhard II. gefangen genommen wurde und für die ihm die politische Verantwortung angelastet wurde, litt sein Ansehen so sehr, dass er als Ordensritter des Johanniterordens 1375 seine Heimat verließ und nach Rhodos reiste, wo er 1376 starb.

## Ehen und Nachkommen
In erster Ehe heiratete Reinhard um 1345 Katharina von Wildenburg († 25. März 1368), Tochter Philipps von Wildenburg und Johannas von der Mark. Mit ihr hatte er folgende Kinder:
- Johannes I. († 1382), Burggraf von Monschau zu Agtenrode, Drossard von Brabant und Propst von St. Servatius zu Maastricht
- Reinard II. († 1419), Herr zu Schönforst und Sichem
- Conrad († 7. März 1403), Herr zu Elsloo und Sittard
- Engelbert, Propst von St. Servatius zu Maastricht, Kanonikus von St. Lambert zu Lüttich und Herr zu Hartelstein
- Philippa
- Mechtild
- Elisabeth
- Adelheid

In zweiter Ehe heiratete Reinard 1370 Isabelle de Hamal zu Vogelsanck. Diese Ehe blieb kinderlos.

## Rezeption
Bereits in zeitgenössischen Chroniken wurde Reinhards Karriere als außergewöhnlich qualifiziert; dies insbesondere vor dem Hintergrund seiner sozialen und wirtschaftlichen Ausgangsbedingungen.